# Torrjordbruk

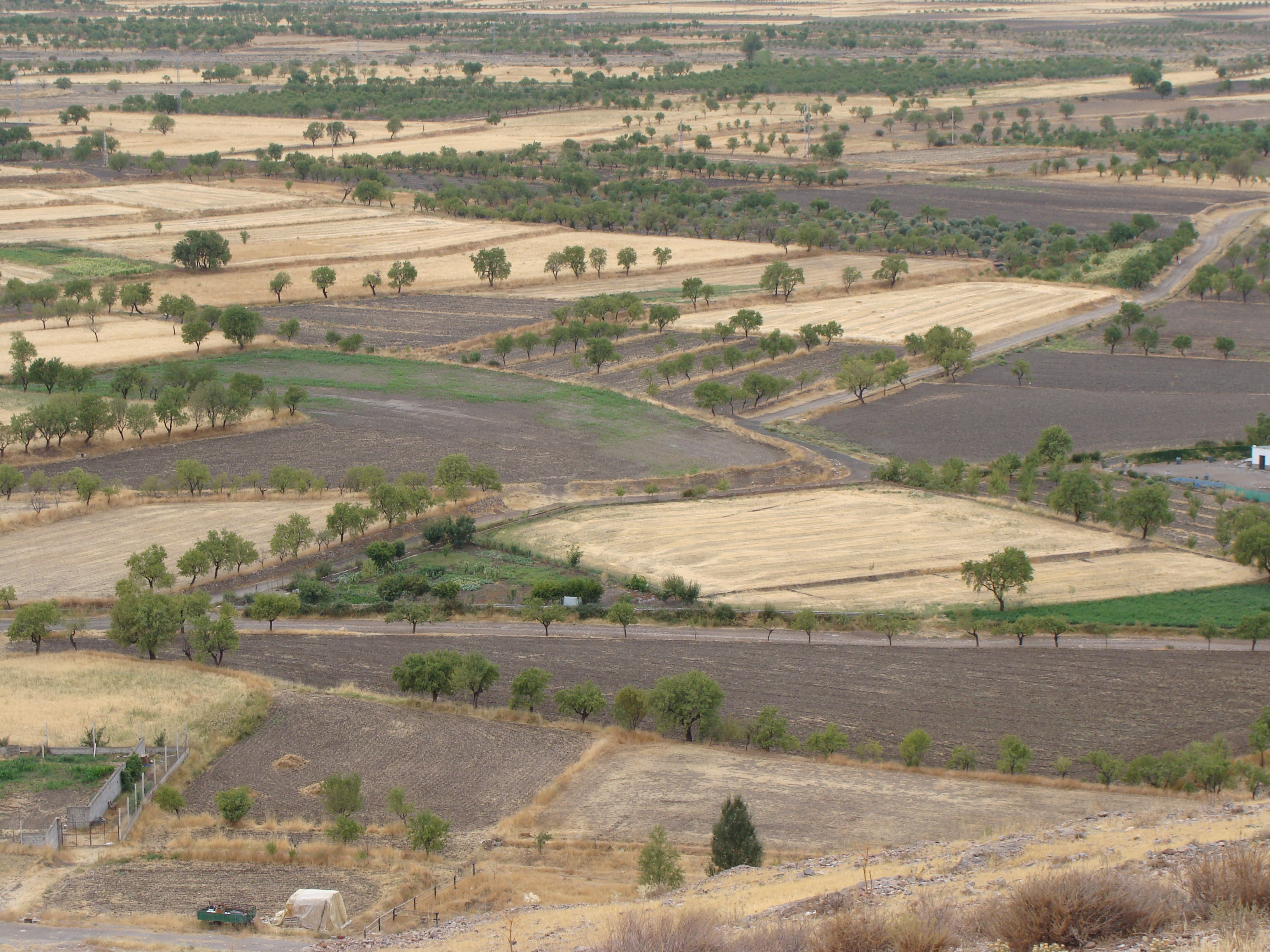
Torrjordbruk i provinsen Granada i Spanien.

Dry farming används i vattenbesparande syften på olika sätt.
1. Genom att använda naturligt vatten.[förtydliga]
2. Genom att använda sig av daggen som uppkommer vid temperaturväxlingar, då täcker man över växterna med fiberdukar för att behålla vattnet. Därefter måste man "slå" på duken så daggen lossnar från växterna och rinner ner i jorden.
3. Genom att använda sig av konturplöjning, man plöjer efter höjdkurvorna så att det bildas fåror runt de kullar som finns på åkrarna. Regnvatten samlas då i fårorna istället för att samlas i sänkor och där erodera odlingsmarken.
4. Genom att använda sig av bandodling. Marken odlas i band på ca 100 m med olika grödor. På de olika banden sker plöjning och skörd vid olika tillfällen, så att breda ytor med lös mylla som vinden kan få tag i inte skall uppstå.